# Molbo
Der Molbo (russisch, jakutisch Молбо, im Oberlauf auch Молво (Molwo)) ist ein linker Nebenfluss der Tschara in der Oblast Irkutsk und in der Republik Sacha im Süden Ostsibiriens.
Der Molbo entspringt am Nordostrand des Patomhochlands in der Oblast Irkutsk. Er fließt in überwiegend östlicher Richtung über die Grenze zur Republik Sacha und mündet nach 334 km linksseitig in die Tschara. Das Einzugsgebiet umfasst 6040 km². Der Fluss wird hauptsächlich von der Schneeschmelze gespeist. Zwischen Mai und September führt er Hochwasser. Im Oktober gefriert der Fluss. Im Mai ist der Molbo wieder eisfrei.